# Петров, Семён Венедиктович
Семён Венедиктович Петров (род. 9 февраля 1951 года, пос. Тацинский Тацинского района Ростовской области) — патологоанатом, доктор медицинских наук (1994), профессор (1997).

## Биография
Семён Венедиктович Петров родился 9 февраля 1951 года в пос. Тацинский Тацинского района Ростовской области. В 1974 году окончил Казанский медицинский институт (1974). Учился в аспирантуре. В 1985 году защитил кандидатскую диссертацию на тему «Функциональная морфология эпифиза при раках». В 1994 году защитил докторскую — на тему "Гистогенез и диагностика эпителиальных опухолей шейки матки и кожи (иммуногистохимическое и ультраструктурное исследование). Доктор медицинских наук (1994).
Проходил стажировку в лаборатории гистохимии и электронной микроскопии в отделе патологической анатомии опухолей человека Национальном медицинском исследовательском центре онкологии им. Н. Н. Блохина; на кафедре патологии университета г. Валенсия (2007).
В разное время работал на должностях: хирург Кукморской районной больницы в Республике Татарстан (1974—1977); ординатор кафедры госпитальной хирургии, практический врач (1980—1981); аспирант кафедры патологической анатомии Казанского медицинского института (1981—1984); ассистент, старший преподаватель кафедры патологической анатомии Казанского медицинского института (1984—1996); профессор кафедры патологической анатомии Казанского государственного медицинского университетг (с 1997); руководитель лаборатории иммуногистохимической диагностики опухолей Республиканского клинического онкодиспансера Минздрава Татарстана, Казань (с 1996). Президент Российского отделения МАП (2009—2013).
Под руководством С. В. Петрова подготовлено 7 кандидатских и 3 докторских диссертаций.
Область научных интересов: патология опухолевых заболеваний с иммуногистохимией, молекулярный патогенез и морфогенез опухолей, изучение молекулярно-биологических маркеров диагностики, FISH-диагностика опухолей ряда локализаций.

## Награды и звания
- Лауреат Премии Правительства РФ в области науки и техники за проект «Разработка и внедрение в клиническую практику методов прогноза и рациональной лекарственной терапии злокачественных опухолей на основании изучения молекулярно-биологических маркеров» (2008).
- Лауреат Государственной премии Республики Татарстан в области науки и техники за проект «Разработка и внедрение фундаментальных и прикладных аспектов первичной профилактики, ранней диагностики и совершенствования методов лечения колоректального рака» (2011).
- Заслуженный врач Республики Татарстан (2021)

## Труды
Семен Венедиктович Петров является автором около 200 научных публикаций.
- «Руководство по иммуногистохимической диагностике опухолей человека» (Казань, 1998, 2000, 2004, 2012) под ред. С. В. Петрова и Н. Т. Райхлина.